# Califa ibne Caiate
Abu Amir Califa ibne Caiate/Alfaiate Alaite Alusfuri[a] (Abū 'Amr Khalifa ibn Khayyat al Laythī al 'Usfurī, lit. "Abu Amir Califa, filho Caiate/Alfaiate al-Laite al-Usfuri; c. 777 — c. 854) foi um historiador árabe. Sua família era oriunda de nativos de Baçorá, no Iraque. Seu avô foi um notável muhaddith ou tradicionalista, e Califa tornou-se renomado por isso. Alguns dos grandes académicos islâmicos, como al-Bukhari e Ahmad ibn Hanbal, foram seus discípulos.
É conhecido por suas últimos quatro obras, duas das quais chegaram aos nosso dias: Tabaqat (biografias) e Tarikh (história). Esta última é considerada muito valiosa por ser uma das três mais histórias árabes mais antigas, mas o seu texto completo só foi conhecido em 1966, quando foi descoberto em Rabat (Marrocos) uma cópia do século XI, a qual foi publicada em 1967.